# Fulton J. Sheen

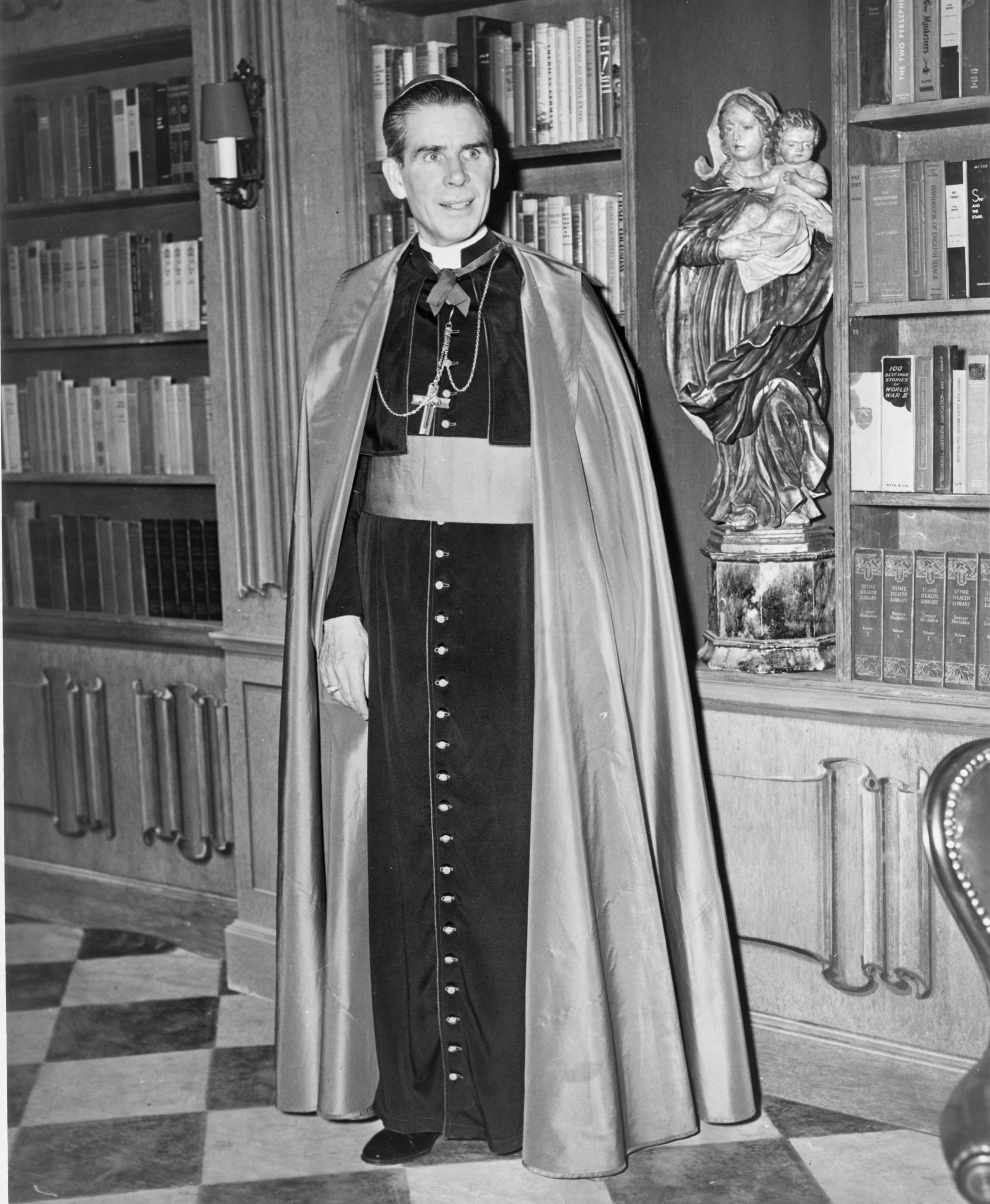
Bischof Fulton John Sheen (1952) am Drehort einer Folge des Fulton Sheen Program

Fulton John Sheen, eigentlich Peter John Sheen (* 8. Mai 1895 in El Paso, Illinois; † 9. Dezember 1979 in New York), war römisch-katholischer Bischof der Diözese Rochester (New York) in den USA und eine der einflussreichsten christlichen US-Medienpersönlichkeiten im 20. Jahrhundert. Er war Moderator der Fernsehserie Life Is Worth Living, mit bis zu 30 Millionen wöchentlich Zuschauern, und der ABC-Serie The Fulton Sheen Program. Das Time-Magazine nannte ihn „den ersten ‚Teleevangelisten‘“.

Unterschrift Bischof Sheens

## Leben

Erzbischofswappen von Bischof Sheen (ab 1969)

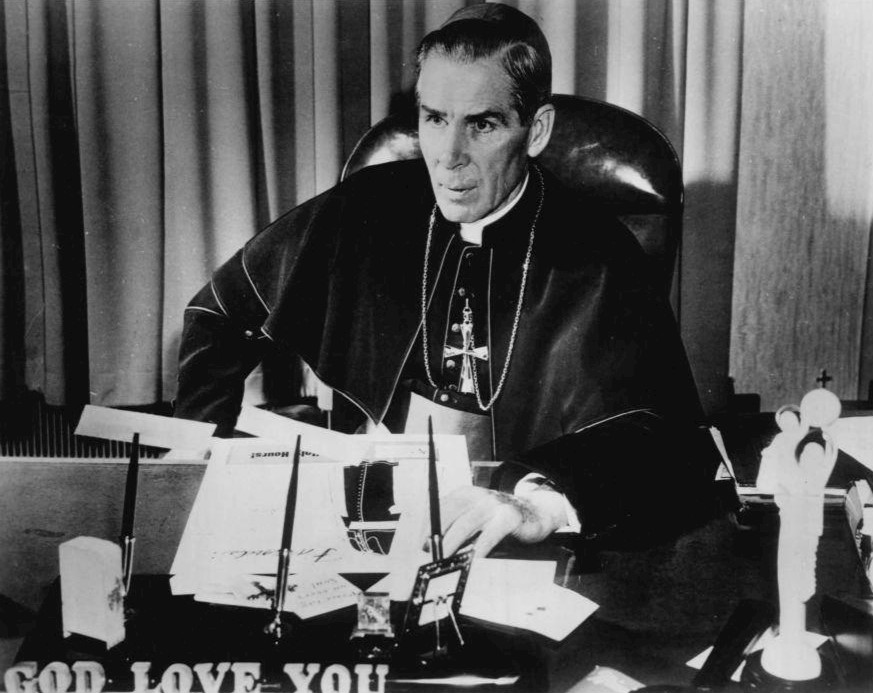
Der Bischof von Rochester am Schreibtisch (1956)

Sheen wuchs in einer irischstämmigen Familie als Ältester von vier Brüdern auf. Seine Eltern waren Landwirte. Obwohl sein ursprünglicher Vorname Peter war, verwendete er von Kindheit an den Geburtsnamen seiner Mutter, Fulton, als Vornamen. Sheen empfing die Priesterweihe am 20. September 1919 in Peoria (Illinois).
Nach seiner Priesterweihe begann er 1920 ein zweijähriges Aufbaustudium in Theologie an der Katholische Universität von Amerika in Washington D.C. und verbrachte ein weiteres Jahr an der Katholischen Universität Löwen in Belgien, wo er 1923 zum Doktor der Philosophie promoviert wurde. Danach kam er für weitere Studien an die Sorbonne in Paris und das Angelicum in Rom. 1925 begann sein 9-monatiger Aufenthalt in St. Patrick’s, einer Innenstadtpfarrei in Peoria. Er kehrte aber schon 1926 als Professor für Philosophie an die Katholische Universität von Amerika zurück, wo er bis 1950 verblieb.
Am 28. Mai 1951 wurde er von Papst Pius XII. zum Titularbischof von Caesariana und zum Weihbischof im Erzbistum New York ernannt. Die Bischofsweihe spendete ihm am 11. Juni 1951 der Sekretär der Konsistorialkongregation, Adeodato Giovanni Kardinal Piazza OCD; Mitkonsekratoren waren der Kurienbischof und spätere Sekretär der Evangelisierungskongregation Leone Giovanni Battista Nigris sowie Erzbischof Martin John O’Connor, damaliger Präsident des Päpstlichen Rates für die sozialen Kommunikationsmittel.
Am 21. Oktober 1966 wurde er von Papst Paul VI. zum Bischof von Rochester (New York) bestellt. 1969 gab er das Amt des Diözesanbischofs wieder auf und wurde zum Titularerzbischof von Newport ernannt. Anschließend wirkte er bis zu seinem Tod 1979 im Erzbistum New York.

## Wirken
Fulton J. Sheen war ein sehr fruchtbarer Buchautor, nutzte aber auch bereits früh die neuen Medien Radio und Fernsehen für Verkündigungszwecke. Im Jahr 1925 schrieb er sein erstes von insgesamt über 50 Büchern.

### Radio
Sheen begann seinen medialen Erfolg 1930 mit einer wöchentlichen Sonntagabend-Radiosendung von NBC: The Catholic Hour. Dort bezeichnete Sheen den Zweiten Weltkrieg nicht nur als einen politischen Kampf, sondern auch einen „theologischen“, in dem er Hitler als ein Beispiel für den „Antichristen“ beschrieb.
Zwei Jahrzehnte später hatte die Sendung eine wöchentliche Zuhörerschaft von vier Millionen Menschen. Das Magazin Time bezeichnete ihn 1946 als „den golden-stimmigen Msgr. Fulton J. Sheen, den berühmten Bekehrer des US-Katholizismus“ und berichtete, dass seine Radiosendung wöchentlich 3.000 bis 6.000 Briefe von Zuhörern erhalte.

### Fernsehen
Während seiner Zeit an der Katholischen Universität von Amerika lieferte Sheen 1940 einen Voice-Over-Kommentar für eine Ostersonntagsmesse, die einer der ersten im Fernsehen übertragenen Gottesdienste war. Während der Predigt, die auf dem experimentellen Sender W2XBS ausgestrahlt wurde, bemerkte Sheen: „Dies ist das erste religiöse Fernsehen in der Geschichte der Welt. Lassen Sie daher seine erste Botschaft eine Hommage des Dankes an Gott sein, der dem Geist unserer Zeit die Inspiration gegeben hat, sich zu entwirren die Geheimnisse des Universums.“
Am 12. Februar 1952 begann er mit einer wöchentlichen Fernsehsendung im DuMont-Fernsehsender mit dem Titel Life Is Worth Living (deutsch „Das Leben ist lebenswert“). Das Programm wurde im Adelphi Theatre in New York City gedreht und bestand aus dem unbezahlten Sheen, der vor einem Live-Publikum ohne Skript sprach und gelegentlich eine Tafel benutzte.

Fotografie des jungen Priesters Fulton Sheen

Die Show, die am Dienstagabend um 20:00 Uhr in einem Sendeplatz zur Hauptsendezeit geplant war, sollte die Quotengiganten Milton Berle und Frank Sinatra nicht herausfordern, schnitt aber überraschend gut ab. Berle, der vielen frühen Fernsehzuschauern als „Onkel Miltie“ bekannt war und altes Vaudeville-Material verwendete, scherzte über Sheen: „Er verwendet auch altes Material“ und bemerkte, dass „wenn mich irgendjemand von der Spitze holen will, ist es besser, dass ich gegen den Einen verliere, für den Bischof Sheen spricht.“ Sheen antwortete im Scherz, dass die Leute vielleicht anfangen sollten, ihn „Onkel Fultie“ zu nennen.
Die Zeitschriften Life und Time veröffentlichten Artikel über Bishop Sheen. Die Zahl der Stationen, die Life Is Worth Living ausstrahlten, stieg in weniger als zwei Monaten von drei auf fünfzehn. Er bekam Fanpost, die in Form von etwa 8.500 Briefen pro Woche ankam. Es gab viermal so viele Ticketanfragen, wie erfüllt werden konnten. Admiral, der Sponsor, bezahlte die Produktionskosten im Gegenzug für einen einminütigen Werbespot bei der Eröffnung der Show und eine weitere Minute am Ende.
1952 gewann Sheen einen Emmy Award für seine Bemühungen und nahm die Anerkennung an, indem er sagte: „Ich denke, es ist an der Zeit, meinen vier Autoren – Matthäus, Markus, Lukas und Johannes – Tribut zu zollen.“ Als Sheen den Emmy gewann, witzelte Berle: „Wir arbeiten beide für ‚Sky Chief‘“. Time nannte ihn „den ersten ‚Teleevangelisten‘“ und die Erzdiözese New York konnte der Nachfrage nach Eintrittskarten nicht nachkommen.
Eine seiner bekanntesten Präsentationen fand im Februar 1953 statt, als er das Sowjetregime von Joseph Stalin anprangerte. Sheen las die Begräbnisszene aus Shakespeares Julius Caesar und ersetzte die Namen der prominenten sowjetischen Führer Stalin, Lawrenti Beria, Georgi Malenkov und Andrey Vyshinsky für den ursprünglichen Caesar, Cassius, Mark Anton und Brutus. Er schloss mit den Worten: „Stalin muss sich eines Tages seinem Urteil stellen.“ Tage später erlitt der Diktator einen Schlaganfall und starb innerhalb einer Woche.
Tatsächlich tadelte Sheen oft schnell das, was er als unrechtmäßiges Verhalten betrachtete, wie in seiner Fernsehpredigt „Falsches Mitgefühl“, als er rief: „Es gibt schluchzende Schwestern; es gibt die gesellschaftlichen Sabberer, die darauf bestehen, dass den Straßenräubern, den Drogenfreaks, den Kehlschlitzern, den Halbstarken, den Prostituierten, den Homosexuellen, den Punks Mitleid entgegengebracht wird, so dass der anständige Mann heute praktisch aus dem Reservat verschwunden ist“ – bevor er seine Kritik verdeutlicht und seinen Zuschauern die Verantwortung auferlegt: „hasse die Sünde ... und liebe den Sünder.“
Seine Show lief bis 1957 und zog wöchentlich bis zu 30 Millionen Menschen an. 1958 wurde Sheen Nationaldirektor des Werk der Glaubensverbreitung, das er acht Jahre innehatte, bevor er am 26. Oktober 1966 zum Bischof der Diözese Rochester, New York, ernannt wurde. Er moderierte für ABC auch eine landesweit verbreitete Serie, The Fulton Sheen Program, von 1961 bis 1968 (zuerst in Schwarzweiß und dann in Farbe). Das Format dieser Serie war im Wesentlichen das gleiche wie Life is Worth Living. Eine deutsche Übersetzung seiner Radiopredigten wurde 1951 unter dem Titel Friede ohne Fragezeichen veröffentlicht.

### Tonband-Vorträge
Im September 1974 lud der Erzbischof von Washington Sheen als Redner bei Exerzitien für Diözesanpriester ein. Seine Vorträge wurden auf Tonband aufgezeichnet, was damals dem aktuellen Stand der Technik entsprach.
Sheen bat darum, die aufgezeichneten Vorträge zu veröffentlichen und zu verbreiten. Dies war der Beginn einer Form der Evangelisierung per Tonträger, die internationale Reichweite erzielte. Die Exerzitien-Vortragsreihe trug den Titel Renewal and Reconciliation (dt. Erneuerung und Versöhnung) und umfasste neun 60-minütige Kassettenbänder, die von Ministr-O-Media vertrieben wurden. Heute gibt es über 300 Audioaufnahmen von Vorträgen Sheens.

### Evangelisierung
Sheen wird zugeschrieben, eine Reihe bemerkenswerter Persönlichkeiten zum katholischen Glauben bekehrt zu haben, darunter den agnostischen Schriftsteller Heywood Broun, die Politikerin Clare Boothe Luce, den Autohersteller Henry Ford II, den kommunistischen Schriftsteller Louis F. Budenz, die kommunistische Organisatorin Bella Dodd, die Theaterdesignerin Jo Mielziner, Geiger und Komponist Fritz Kreisler und Schauspielerin Virginia Mayo. Jeder Bekehrungsprozess dauerte durchschnittlich 25 Unterrichtsstunden, und Berichten zufolge wurden mehr als 95 % seiner privat unterrichteten Schüler schlussendlich getauft.

## Persönlichkeit
Bischof Sheen war durch seine Fernsehsendungen in den 1950er und 1960er Jahren eine der bekanntesten Persönlichkeiten der katholischen Kirche in den USA. Der jugendlich aussehende Mann mit dem durchdringenden Blick und der ausdrucksstarken Stimme schaffte es, mit verständlichen Worten, viel Humor, aber auch Dramatik, komplexe theologische Themen einem großen Publikum nahezubringen. Sheen war außerordentlich gebildet und verfolgte die aktuellen Strömungen in Literatur, Kunst und Philosophie. Oftmals zitierte er Gedichte in seinen Vorträgen und Predigten und nahm Bezug auf nicht-christliche Autoren und Philosophen.

## Stimmen zu Sheen
- Im Oktober 1979 umarmte Papst Johannes Paul II. bei seinem USA-Besuch Sheen in der New Yorker St. Patricks Kathedrale spontan und dankte ihm mit den Worten: „Du hast gut von unserem Herrn Jesus Christus geschrieben und gesprochen. Du bist ein treuer Sohn der Kirche!“[16]
- Der evangelikale Prediger Billy Graham bezeichnete Sheen als „den größten Kommunikator des 20. Jahrhunderts“.[17]
- Der Schauspieler Martin Sheen wählte seinen Künstlernamen nach Fulton John Sheen.

## Tod und Vermächtnis
Ab 1977 unterzog sich Sheen „einer Reihe von Operationen, die seine Kräfte schwächten und sogar das Predigen erschwerten“. Während dieser ganzen Zeit arbeitete er weiter an seiner Autobiographie, von der Teile „von seinem Krankenbett aus rezitiert wurden, als er ein Kruzifix umklammerte“. Bald nach einer Operation am offenen Herzen im Lenox Hill Hospital starb Sheen am 9. Dezember 1979 in seiner Privatkapelle, während er vor dem Allerheiligsten betete.
Die offizielle Sammlung von Sheens Papieren, Fernsehprogrammen und anderen Materialien befindet sich an der St. Bernard’s School of Theology and Ministry in Rochester, New York. Einige Briefe finden sich auch im Besitz der Catholic University of America.
Joseph Campanella stellte die Wiederholungen der verschiedenen Programme von Sheen vor, die auf EWTN ausgestrahlt werden. Wiederholungen werden ebenso durch das Trinity Broadcasting Network ausgestrahlt.
Das Fulton J. Sheen Museum, das von der römisch-katholischen Diözese Peoria betrieben wird und sich in Peoria (Illinois) befindet, beherbergt die größte Sammlung von Sheens persönlichen Gegenständen in fünf Sammlungen. Das Museum befindet sich einen Block südlich der Cathedral of Saint Mary of the Immaculate Conception, wo Sheen als Messdiener diente, die Erstkommunion empfing, gefirmt und geweiht wurde und seine erste Messe feierte. Ein weiteres Museum befindet sich in Sheens Heimatstadt El Paso (Illinois). Dieses Museum enthält verschiedene Erinnerungsstücke ohne mit der Diözese Peoria verbunden zu sein.
Das Sheen Center for Thought & Culture an der Bleecker Street in Lower Manhattan ist nach ihm benannt.
Fulton Sheen predigte von 1927 bis zu seinem Tod 1979 häufig in der Kirche Saint Agnes in Midtown Manhattan. Am 7. Oktober 1980 benannte der New Yorker Bürgermeister Ed Koch die East 43rd Street vor der Kirche in Archbishop Fulton J. Sheen Place um.

### Seligsprechungsverfahren
Das Verfahren für die Seligsprechung Fulton Sheens wurde am 29. September 2003 von der Diözese Peoria eröffnet. Das diözesane Verfahren wurde 2008 abgeschlossen und die Dokumente nach Rom geschickt, wo am 15. April 2008 das Seligsprechungsverfahren aufgenommen wurde. Am 28. Juni 2012 hat Papst Benedikt XVI. den heroischen Tugendgrad Fulton Sheens attestiert und damit das Seligsprechungsverfahren auch offiziell eröffnet. Im Juni 2014 erkannte die Kongregation für die Selig- und Heiligsprechungsprozesse die Heilung eines Neugeborenen als auf die Fürsprache Sheens zurückzuführendes Wunder an. Im Rahmen des Seligsprechungsverfahrens wurden seine sterblichen Überreste im Juni 2019 von der New Yorker St.-Patrick’s-Kathedrale in die Kathedrale von Peoria überführt. Papst Franziskus erkannte am 6. Juli 2019 ein der Fürsprache Sheens zugeschriebenes Wunder als letzte Voraussetzung für die Seligsprechung an.
Die Seligsprechung hätte am 21. Dezember 2019 in der Kathedrale von Peoria erfolgen sollen, in der Fulton Sheen zum Priester geweiht worden war. Am 3. Dezember 2019 teilte Bischof Daniel Robert Jenky CSC von Peoria überraschend mit, dass die Seligsprechung auf unbestimmte Zeit verschoben worden sei. Grund dafür ist ein Rechtsstreit der Diözesen New York und Peoria über die sterblichen Überreste Sheens.

## Schriften (Auswahl)
Das umfassende publizistische Werk Sheens ist teilweise ins Deutsche übersetzt worden.
- Das Leben Jesu. Sarto 2016.
  - (Engl. Original:) Life of Christ. Palala Press 2016.
- Unerschütterlich im Glauben. Die Autobiografie von Erzbischof Fulton J. Sheen. Media Maria 2021.
  - (Engl. Original:) Treasure in Clay. The Autobiography of Fulton J. Sheen. Doubleday & Company, Garden City 1980, ISBN 0-385-15985-4.
- Philosophy of religion. The impact of modern knowledge on religion. Appleton-Century-Crofts, New York 1948.
- Der Kommunismus und das Gewissen der westlichen Welt. Morus-Verlag, Berlin 1950.
  - (Engl. Original:) Communism and the Conscience of the West. Cluny Media 2021.
- Friede ohne Fragezeichen. Pustet, Regensburg 1951.
- Der Sorgen Regenbogen. VDM Verlag Dr. Müller, Saarbrücken 2003, ISBN 978-3-8311-3358-1.
- The World’s First Love. Mary, Mother of God. Ignatius Press 2010.
- Das Leben ist lebenswert. Fernseh-Predigten. Kerle, Heidelberg 1956.
  - (Engl. Original:) Your Life Is Worth Living. 50 Lessons to Deepen Your Faith. Image 2019.
- Die 7. Die sieben Tugenden Sieben Worte Jesu und Mariens. Sieben Worte an das Kreuz. Sarto 2020.
- Victory Over Vice. Mockingbird Press 2022.